# Jules Gastambide
Jules Gastambide, né le 26 février 1846 à Caen et mort le 11 avril 1944 à Tillières-sur-Avre, est un industriel français d'origine basque, qui contribua largement au développement et à l'amélioration de l'aéronautique au travers de sa « Société des avions et moteurs Antoinette ».

## Biographie
D'origine basque, né en Normandie, il est le fils d'Adrien Gastambide, président de chambre à la Cour de cassation, et petit-fils de Michel Delaroche.
Il est élève au lycée de Toulouse, puis obtient sa licence en droit.
Il se consacre ensuite au développement de diverses sociétés industrielles d'abord comme administrateur délégué de la Société des houillères et fonderies de l'Aveyron, à Decazeville. Il devient aussi propriétaire des usines d'éclairage électrique de Tlemcen et Orléansville en Algérie. et de Terrasson, Saint-Céré et Mauriac en France.
Il est même tenté par la politique puisqu'il fut maire de Decazeville de 1888 à 1892.
Mais il sera surtout connu pour son rôle dans la « Société des avions et moteurs Antoinette » (Antoinette étant le prénom de sa fille) et dans le développement de l'aéronautique française (1904-1912).
Il publie aussi des œuvres littéraires, adaptations en vers de tragédies antiques et de comédies de Plaute.
À sa mort, il est enterré au cimetière du Père-Lachaise (14e division),, à Paris.